# Jonas Bilharinho
Jonas Bilharinho (Rio de Janeiro, 22 de maio de 1990) é um lutador brasileiro profissional de MMA, atualmente no LFA (Legacy Fighting Alliance). Apelidado de "Joshua", tem um cartel que conta com 10 vitórias, 2 derrotas e 1 empate, notabilizando-se pela alta porcentagem de vitórias por nocaute. 
Duplo campeão do Jungle Fight em 2015, Jonas também ganhou visibilidade ao atuar como "dublê" de Conor McGregor, quando, o então campeão do UFC, José Aldo enfrentaria o irlandês no UFC 194: Aldo vs McGregor.

## Carreira
Jonas começou a lutar ainda com três anos de idade, quando seus pais o viram, por vezes, imitando personagens de seriados japoneses, como Jaspion e Jiraiya, e o matricularam em uma academia de caratê em sua cidade natal. Segundo eles, os movimentos tinham um grau de similaridade estranho para um garoto tão novo. Aos 11 anos começou no Jiu-Jitsu, aos 15 no boxe e aos 16 no muay thai.  Jonas também lutou capoeira e kickboxing e, por isso, considera que sua chegada ao MMA profissional, com o convite para representar a academia "Team Nogueira" as 18 anos, foi natural, aprendendo, separadamente, cada arte marcial que domina.
Jonas começou sua carreira profissional atuando no "RFC" (Rio Fight Club) em janeiro de 2011, empatando sua primeira luta contra Carlos Peixoto. Voltou ao ringue apenas em março de 2012, vencendo Nate Stark por submissão no primeiro round, no "Fight Exchange Brazil".
Em agosto de 2012, Jonas estreou no Jungle Fight e venceu 5 lutas seguidas na organização, conquistando o cinturão de duas categorias (peso-pena e peso-galo), simultaneamente.
Participou da quinta temporada do Dana White's Contender Series, promoção criada pelo fundador do UFC para selecionar talentos para a organização. Jonas se destacou em sua participação ao nocautear um adversário com um chute rodado, mas não recebeu um contrato para o UFC.

Ao todo, Jonas tem um cartel que conta com 13 lutas oficiais, sendo 10 vitórias, duas derrotas e um empate.